# Олимпийский комитет Того
Олимпийский комитет Того (фр. Comité olympique Togo) — организация, представляющая Того в международном олимпийском движении. Основана в 1963 году и зарегистрирована в 1965 году.
Штаб-квартира расположена в городе Ломе. Является членом Международного олимпийского комитета, Ассоциации национальных олимпийских комитетов Африки и других международных спортивных организаций. Осуществляет деятельность по развитию спорта в Того.

## Медали
| Медаль | Спортсмен        | Игры       | Вид спорта     | Дисциплина        |
| ------ | ---------------- | ---------- | -------------- | ----------------- |
| Бронза | Бенжамен Букпети | Пекин 2008 | Гребной слалом | Байдарки-одиночки |